# Mary Ann Martin

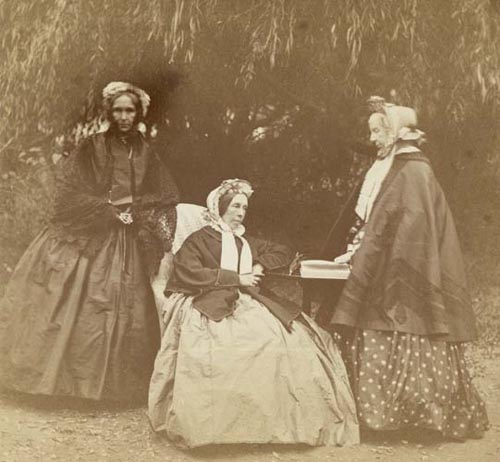
Mary Ann Martin in der Mitte des Bildes

Mary Ann Martin, geb. Parker (* 5. Juli 1817 in London, England; † 2. Januar 1884 in Torquay, England) war eine englisch-neuseeländische christliche Lehrerin und Autorin.

## Frühes Leben
Mary Ann Parker wurde am 5. Juli 1817 als Tochter der Eheleute Ann und William Parker, einem anglikanischen Geistlichen, in London geboren. Über ihr früheres Leben ist nichts bekannt, außer, dass sie eine kränkliche Kindheit hatte. In den späten 1830er Jahren wurde sie dann durch die Missionsarbeit von John Williams inspiriert, dessen Berichte sie über die Südseeinseln gelesen hatte. Am 3. April 1841 heiratete sie den Anwalt William Martin, der gerade zum Obersten Richter von Neuseeland ernannt worden war.
Mary hatte keine Interesse an der juristischen Arbeit ihres Mannes, fühlte sich aber auf der religiösen Ebene mit ihm eng verbunden und wollte mit ihm Christentum und Zivilisation in die noch neue Kolonie bringen. Nur vier Tage nach ihrer Hochzeit reiste Marys Mann ab, um seine neue Position in Neuseeland anzutreten und Mary folgte ihm am 26. Dezember 1841 an Bord der Tomatin, die von Plymouth aus in See stach. Mit ihr reiste Elizabeth Smith, mit der sie später in Neuseeland zusammenarbeitete. Beide gehörten zu einer Gruppe von Passagieren, zu der sich auch Bischof George Augustus Selwyn mit seiner Frau zählte.

## Neuseeland
Mitte April 1842 erreichte die Tomatin Sydney und mit der Bristolian ging die Reise weiter nach Auckland, wo Mary am 30. Mai 1842 ankam. Noch im selben Jahr gründeten Mary mit ihrer Begleiterin Elizabeth Smith in Taurarua ein Krankenhaus und eine Krankenstation für Māori-Patienten, in dem sich Smith um die Pflegearbeit kümmerte, während Mary beratend zur Seite stand, Geldmittel beschaffte und geistlichen Beistand leistete. Mary glaubte daran, dass Pākehā (Weiße) wenig Überzeugung bei Māori in Bezug auf den christlichen Glauben bewirken können und war der Meinung, dass Māori-Prediger hier hilfreicher seien konnten. Mary wollte über die Kultur der Māori mehr Erfahrungen sammeln und unternahm drei lange Reisen, die sie 1844 von Auckland nach Waimate North, 1846 nach Tauranga und 1852 nach Waikato trugen und dies im wahrsten Sinne des Wortes. Denn auf Grund einer Gehbehinderung, konnte sie weder lange Wege gehen noch auf einem Pferd reiten und so wurde sie von Māori mittels Hilfsmittel getragen oder gestützt.
Als Mitte der 1850er Jahre Marys Mann schwer erkrankte, trat er von seinem Amt als oberster Richter des Landes Neuseeland zurück und beide reisten am 8. März 1856 für zweieinhalb Jahre nach England. Im Dezember 1858 kehrten sie zurück nach Auckland und Mary begann ihr Leben der Religion und der Wissenschaft zu widmen. Im Jahr 1859 verbrachten beide mehrere Monate am St John's College in Auckland und Mary half dort die jüngeren Jungen zu unterrichten. 1860 übernahmen Mary und ihr Mann eine Zeit lang die Leitung des St Stephen's College. 1861 und 1862 lebten sie jeweils für mehrere Monate in der melanesischen Mission in Kohimarama auf der Insel Guadalcanal, um dort bei deren Arbeit zu helfen.
Die Neuseelandkriege der 1860er Jahre veränderten das Leben von Mary und ihrem Mann. Alte Freundschaften, die sie mit den Māori geknüpft hatten, zerbrachen. Māori kamen als Patienten nicht mehr ins Krankenhaus und sie konnte sich mit der Meinung ihrer europäisch geprägten Landsleute nicht mehr einverstanden erklären. Ein Rückzug in kirchliche Angelegenheiten war die Folge. Als Bischof Selwyn, mit dem sie befreundet waren, mit seiner Frau zurück nach England ging, fühlte sich Mary und ihr Mann noch mehr isoliert in der neuseeländischen Gesellschaft jener Tage und als der mit ihnen befreundete Bischof John Coleridge Patteson in Melanesien auf der Insel Nukapu ermordet wurde, war das für Mary und ihrem Mann ein weiterer Schlag.

## Zurück nach England
Sie verließen Neuseeland und reisten am 14. April 1874 nach Lichfield in der Grafschaft Staffordshire in England, wo Bischof Selwyn erneut seiner Tätigkeit nachging. Nach seinem Tod zogen sie nach Torquay, in der Grafschaft Devon gelegen, wo sie Freunde hatten. In Torquay engagierte sich Mary in der Girls' Friendly Society und arbeitete nach dem Tod ihres Mannes, der am 18. November 1880 verstarb, in der Kirche vor Ort und in der Gesellschaft. Sie selbst verstarb am 2. Januar 1884 nach einer schweren Brustinfektion und wurde in Torquay beerdigt.
Mary Ann Martin soll in ihrer Zeit in Neuseeland eine scharfe Beobachterin in Bezug auf Menschen und gesellschaftliche Dinge gewesen sein. Sie führte über ihre Erlebnisse ein Tagebuch, das Grundlage für eine Reihe von Artikeln im Monthly Packet, einer 1851 erstmals herausgegebenen englischen Zeitschrift, gewesen ist. Mehrere dieser Artikel wurden später in dem Buch Our Maoris verwendet, das posthum von der Society for Promoting Christian Knowledge veröffentlicht wurde. In den Artikeln des Buches versuchte Mary Ann Martin durch ihre Aufzeichnungen zu beweisen, dass die Māori zum Christentum bekehrt werden können und dass es die Aufgabe der Europäer in Neuseeland sei, die Māori zu bekehren und zu zivilisieren. Durch die Māori-Kriege bedingt war sie aber letztendlich an ihrer hoch gesteckten Ziele gescheitert.

## Werke
- Lady Martin: Our Maoris. by Lady Martin. Society for Promoting Christian Knowledge, London 1884 (englisch, Original von Mary Ann Martin).
- Lady Martin: Our Maoris. Kiwi Publishers, Christchurch 2002, ISBN 1-86964-414-X (englisch, Facsimile).